# 维加1号
维加1號(俄语：Ве́га-1)为前苏联一艘与维加2号一起用于执行维加计划的太空探测器。该飞船由早期金星系列飞船升级而来，为巴巴金航天中心设计，希姆基拉沃契金设计局制造的 5VK 型航天器。其名称“维加”(VeGa)为俄语中金星(Venera)和哈雷(Galleye)二词组合而成。
该飞船由二块大型太阳能板提供电源，携带的仪器包括碟形天线、照相机、光谱仪、红外探测仪、磁强计和等离子体探头等。1984年12月15日 ，4.92吨(10850磅)的飞船安装在质子8K82K火箭顶部舱中，从哈萨克斯坦丘拉塔姆的拜科努尔航天发射场发射升空。维加1号和2号都属于三轴稳定系统，为防避哈雷彗星尘埃的撞击，飞船上加装了双重防护罩。

## 金星任务
1985年6月11日，维加1号下降舱抵达金星，两天后从航天器中释放。该模块是一重1500千克(3300英磅)、直径240厘米的球体，包括了一架地表着陆器和一只探测气球，而航天器则利用金星进行了一次重力助推机动，继续执行与哈雷彗星的相会任务。

### 下降舱

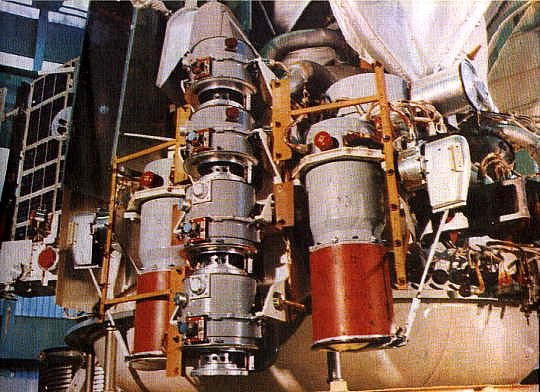
维加1号航天器

表面着陆器与维加2号以及之前的6次“金星号”任务一样，主要目的是研究金星大气和暴露的表面。科学有效载荷包括紫外线光谱仪、温度和压力传感器、浊度计、气相色谱仪、X射线光谱仪、质谱仪和一架表面取样装置，其中的一些设备(紫外光谱仪、质谱仪和测量压力和温度的装置)是与法国科学家合作开发的，由于探测器在夜间着陆，所以没有拍摄到任何图像。
着陆器成功降陆在阿佛洛狄忒高地以北的美人鱼平原(Mermaid Plain)，坐标为北纬7.2度、东经177.8度。由于气流过度湍急，一些原属地表进行的实验在距地面20公里的高空被意外提前激活，最终只有质谱仪返回了数据。
- 温度计
- 气压表
- 紫外线吸入式光谱仪—ISAV-S
- 光学气溶胶分析仪，浊度计—ISAV-A
- 气溶胶粒度计数器—LSA
- 气溶胶质谱仪—MALAKHIT-M
- 气溶胶气体色谱仪—SIGMA-3
- 气溶胶X射线荧光光谱仪 —IFP
- 湿度计—VM-4
- 土壤X射线荧光光谱仪 —BDRP-AM25
- 伽马射线光谱仪—GS-15STsV
- 贯入仪/土壤欧姆计—Prop-V
- 稳定振荡器/多普勒雷达

### 气球

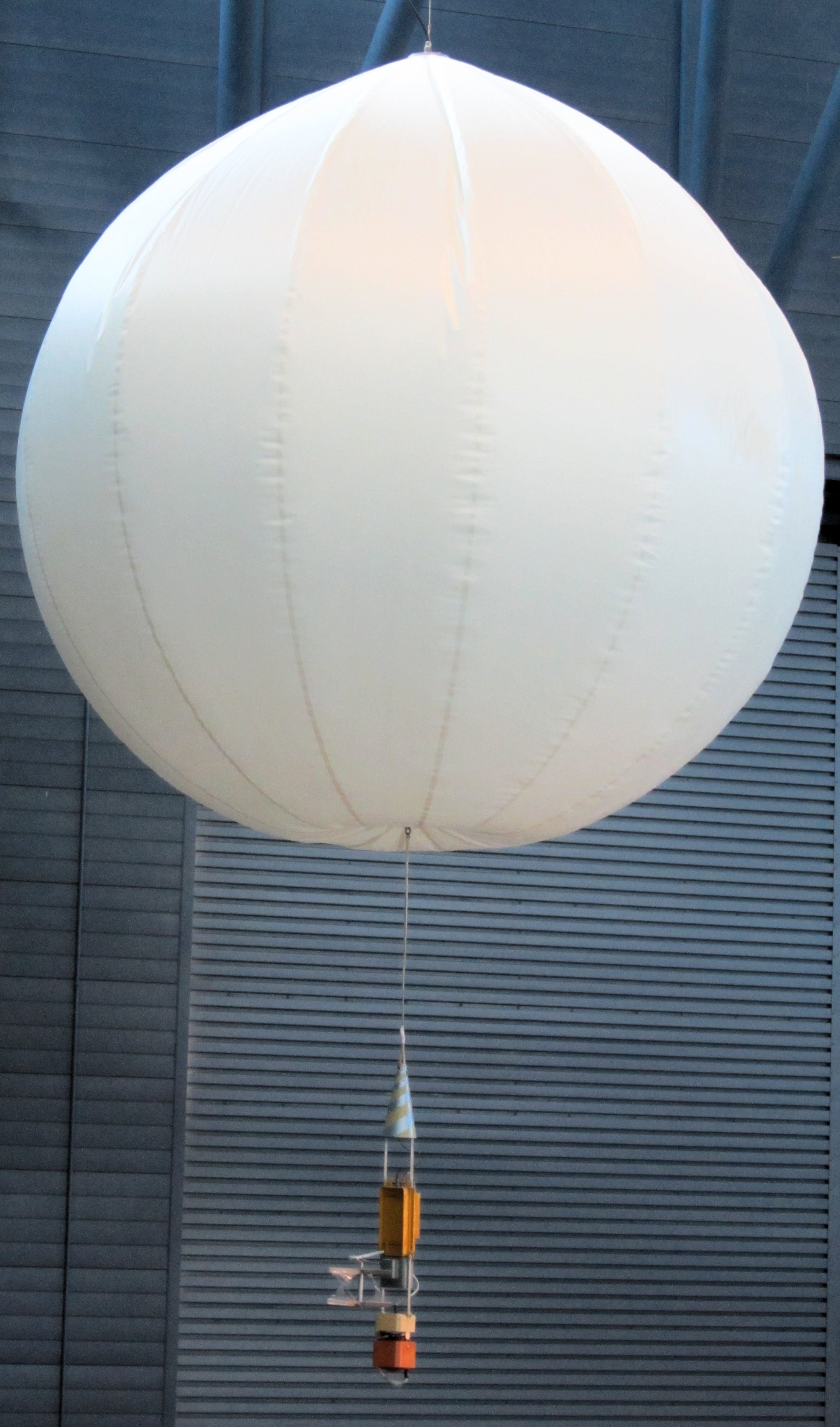
展示在史密森尼学会史蒂文·乌德沃尔哈齐中心的金星探测气球。

1985年6月11日世界时2点6分10秒(地球接收时间：莫斯科时间上午5点6分10秒)，维加1号着陆器/气球舱约以11公里/秒的速度进入金星大气层(海拔高度125公里)。大约2点6分25秒，系附着降落伞的登陆器舱盖在距地表64公里的高度打开。15秒后，在63公里的高空释放了舱盖和降落伞。40秒后，在北纬8.1°、东经176.9°，海拔61公里处，降落伞将气球包拉出舱室。在进入大气层200秒后，第二具降落伞在55公里的高度打开，抽出了折叠的气球。100秒后，气球在54公里处完成充气，降落伞和充气系统被抛弃。当气球到达大约50公里时，压载物被丢弃，气球在释放后的15至25分钟内又回升至53至54公里之间的稳定高度。
这意味着金星三层云系中最为活跃的中间层，其稳定高度为53.6公里，气压535毫巴，温度300-310K。该气球在风向几乎恒定的横向气流中，约以平均69米/秒(248公里/小时)的时速向西漂移。从夜晚穿过晨昏圈至次日白天12点20分，共漂浮了8500公里。探测气球在白天继续工作，直止6月13日世界时0点38分，从北纬8.1度、东经68.8度处接收到了最后发出的信号，总计横移了11600公里，大约为金星周长的30%。此后，不知道该气球又漂移了多远。

## 哈雷任務
与金星交汇后，维加号母船利用它的引力，也称重力助推变轨飞往了哈雷彗星。
1986年3月4日，维加2号开始传回图像以帮助欧空局乔托号近距离飞越哈雷彗星。来自维加号的早期图像显示，彗星有二处亮区，最初认为是双慧核，后来被证明这只是彗星发出的两束喷流。图像还显示慧核较为幽暗，红外分光计测得的温度读数在300K到400K之间，比之前预期的冰体温度要高得多，结论是彗星的冰体表面有一层薄薄的覆盖层。
3月6日(格林威治时间7:20:06)，维加1号抵达与彗核距离最近的8889公里处。在穿过彗星周围的气体云时，它通过不同滤镜拍摄了500多张照片。尽管飞船受到尘埃的重创，但在交汇过程中，没有一台仪器失灵。
在相距最近的3小时中，对彗星进行了密集的数据采集，以测量其慧核的物理参数，如尺寸、形状、温度和表面属性，以及研究彗发的结构与动态、慧核附近的气体成分、尘埃粒子的构成、质量分布与慧核距离间的变化关系，以及彗星与太阳风之间的相互作用等。
维加号的图像显示，哈雷彗星的慧核大约14公里长，自转周期约53小时。尘埃质谱仪探测到类似碳质球粒陨石成分的物质，还探测到笼状冰。
在1986年3月7和8日的成像任务结束后，维加星1号飞向了深空。维加1号和维加2号总共传回了大约1500张哈雷彗星的图像。维加1号于1987年1月30日耗尽姿态控制推进剂，而地球与维加2号的联系则一直持续到1987年3月24日。
当前维加1号仍盘旋在环太阳的日心轨道上，主要轨道参数为：近拱点0.7个天文单位，远拱点0.98个天文单位，轨道离心率0.17°，轨道倾角2.3°，轨道周期281天。

## 另请参阅
- 維加計劃

## 外部連結
- natgeomedia.com （页面存档备份，存于）, Introduction of  vega 2 and vega 2 in Vega mission from natgeo.